# Veřejnoprávní smlouva
Veřejnoprávní smlouva je dvoustranné nebo vícestranné právní jednání, kterým se zakládají, mění nebo ruší práva a povinnosti v oblasti veřejného práva. Veřejnoprávní smlouva (ani její uzavření) není správním aktem. Není rozhodující zda jednou ze stran uzavírající veřejnoprávní smlouvu je orgán veřejné správy, ale její veřejnoprávní obsah.

## Soudobá česká úprava
V soudobém českém právu jsou veřejnoprávní smlouvy primárně v části páté správního řádu a v příslušných zvláštních zákonech. Pokud není věc ani v jednom upravena, použije se subsidiárně občanský zákoník (s taxativně vyjmenovanými výjimkami).
Veřejnoprávní smlouva musí být uzavřena písemně a projevy vůle všech smluvních stran musí být na téže listině. Jsou-li smluvní strany přítomny současně, je smlouva uzavřena okamžikem připojení podpisu poslední z nich. Nejsou-li přítomny současně, je smlouva uzavřena okamžikem, kdy návrh smlouvy opatřený podpisy ostatních osob, jimž byl určen, dojde navrhovateli smlouvy. Jestliže zákon stanoví, že k uzavření smlouvy je třeba souhlasu správního orgánu, je smlouva uzavřena dnem, kdy tento souhlas nabude právní moci. Správní orgán, který dal souhlas k uzavření smlouvy, ji zveřejní na své úřední desce.

### Druhy

#### Smlouvy koordinační
Smlouvu koordinační uzavírají vzájemně stát (i správní orgány jako jeho organizační složky), veřejnoprávní korporace, jiné právnické osoby zřízené zákonem a právnické a fyzické osoby, pokud vykonávají zákonem nebo na základě zákona svěřenou působnost v oblasti veřejné správy, za účelem plnění svých úkolů. Spory z této smlouvy řeší nejbližší nadřízený správní orgán, pokud není tak nadřízené ústřední správní úřady dohodou. Je-li předmětem smlouvy výkon státní správy, mohou osoby uzavírat, jen stanoví-li tak zvláštní zákon a jen se souhlasem nadřízeného správního orgánu. Územní samosprávné celky mohou smlouvu týkající se plnění úkolů vyplývajících z jejich samostatné působnosti při výkonu veřejné moci uzavírat, jen stanoví-li tak zvláštní zákon.
Příkladem koordinační smlouvy je smlouva mezi dvěma obcemi, jejichž orgány vykonávají přenesenou působnost ve stejném správním obvodu obce s rozšířenou působností, podle které budou orgány jedné z těchto obcí vykonávat přenesenou působnost (nebo její část) pro orgány druhé obce. Dalším příkladem je veřejnoprávní smlouva o plnění úkolů obecní policie. Možnost uzavřít takovouto smlouvu má obec, která nezřídila obecní policii, s obcí, jež si obecní policii zřídila. Podmínkou je, že se obce nachází v témže vyšším územně samosprávném celku. Třetím příkladem je smlouva správního orgánu, který není schopen zajistit zveřejnění obsahu úřední desky způsobem umožňujícím dálkový přístup, s obcí s rozšířenou působností, o zveřejňování obsahu desky způsobem umožňujícím dálkový přístup .

#### Smlouvy subordinační
Smlouvu subordinační uzavírá správní orgán s fyzickou či právnickou osobou namísto vydání rozhodnutí ve správním řízení. Podmínkou účinnosti je souhlas ostatních osob, které by byly účastníky takového řízení. Spory z této smlouvy řeší nadřízený správní orgán správního orgánu, který je stranou smlouvy. Takovou smlouvu lze uzavřít i po zahájení správního řízení, které po jejím uzavření správní orgán zastaví.
Příkladem subordinační smluv jsou mnohé smlouvy podle stavebního zákona, například o umístění stavby. Dalším příkladem je dohoda o zřízení společensky účelného pracovního místa či o zabezpečení pracovní rehabilitace podle zákona o zaměstnanosti. Orgány ochrany přírody a krajiny mohou podle zákona o ochraně přírody a krajiny uzavřít smlouvu s vlastníkem dotčených pozemků o zřízení přírodní rezervace, o ochraně přírodní památky a památných stromů.

#### Smlouvy mezi účastníky
Účastníci správního řízení mohou mezi sebou uzavřít veřejnoprávní smlouvu týkající se převodu nebo způsobu výkonu jejich práv nebo povinností. Takovou smlouvu lze uzavřít, nevylučuje-li to povaha věci nebo nestanoví-li zvláštní zákon jinak. K jejímu uzavření je třeba souhlasu správního orgánu; ten posuzuje veřejnoprávní smlouvu a její obsah z hlediska souladu s právními předpisy a veřejným zájmem. Tento orgán také řeší případné spory z takové smlouvy.
Příkladem by mohla být smlouva uzavřená podle horního zákona, na jejímž základě je možné převést po předchozím souhlasu obvodního báňského úřadu dobývací prostor.